# 菊の司酒造
菊の司酒造株式会社（きくのつかさしゅぞう）は、岩手県岩手郡雫石町にて清酒製造業を行う酒蔵である。

## 概要
創業元和年間（1615～1623）、伊勢松阪から陸中郡山（岩手県紫波郡紫波町日詰）に移った初代平井六右エ門が御宿を開業したのが始まり。その後、安永年間に六代目六右エ門が酒造業を始めた。 同所が後の日詰平井邸となる。（後述）
1927年 に酒造工場を盛岡市紺屋町に移転し、その後2021年に経営不振等を理由に株式会社公楽に事業譲渡。翌2022年には老朽化等を理由に雫石町に移転を決定した。
事業譲渡からしばらくして平井家は社から離脱し、元専務の平井佑樹が日詰平井邸の活用を模索している。

## 略歴
- 元和年間 1615年から 1623年 - 旅館業として創業。
- 1772年 - 酒造業開始
- 明治初頭 - 盛岡支店開設。
- 1927年 - 酒造工場を盛岡市紺屋町4-20に移転。
- 1929年 - 平六商店株式会社を設立。
- 太平洋戦争中 - 盛岡酒造に統合。
- 1954年 - 盛岡酒造から分離独立。
- 1955年 - 酒造再開。小野寺酒造店（現八幡平市）、平長酒造店（紫波町）等と合併。
- 1968年 - 社名を「菊の司酒造」と改める。
- 1975年 - 箱庄酒造店（現花巻市石鳥谷町）と合併。
- 2021年 - 3月、岩手県を中心に遊技場等を展開する株式会社公楽に事業譲渡。グループ傘下に入る[4][5]。
- 2022年 - 3月、岩手郡雫石町との立地協定締結。11月、本社・工場を現在地に移転[6]。

## 代表銘柄

### 菊の司
- 純米酒　吟ぎんが仕込
- 純米生原酒　亀の尾仕込
- 生酛純米酒　亀の尾仕込
- 純米大吟醸　結の香仕込
- いわての酒
- 和の酒
- 和の酒　活性にごり
- 大吟醸　Vintage

### 季楽
- 純米新酒 美雪
- 純米霞酒 桜
- 純米爽酒 ひまわり
- 純米原酒 茜

### 七福神
- 大吟醸　てづくり七福神　和心伝匠
- 純米大吟醸　酒宝
- 長期熟成吟醸酒　てづくり七福神
- 純米大吟醸　てづくり七福神
- 純米酒
- 辛口純米酒
- 金箔入

### 平井六右衛門
- 心星
- 遊山
- 盛流
- 無銘

### だだすこだん
- 米焼酎
- 粕取り焼酎

## 日詰平井邸
創業地である紫波町日詰の平井家住宅6棟（主屋、表門、南蔵、北蔵、米蔵、造り蔵）と土地約5,657平方メートルは国の重要文化財に指定されている。
元専務の平井佑樹が日詰平井邸と称し、同邸宅の活用を模索しており、同邸宅の開放及び醸造所の設置を試みている。
2022年12月、平井は醸造所の事業会社として、株式会社平六醸造を設立し、2024年1月よりその他の醸造酒の醸造を開始した。